# Tritão-alpino
O tritão-alpino (Mesotriton alpestris ou Ichthyosaura alpestris) é uma espécie de anfíbio caudado de água doce pertencente à família Salamandridae. Está naturalmente presente em Albânia, Áustria, Bielorrússia, Bélgica, Bósnia e Herzegovina, Bulgária, Croácia, República Checa, Dinamarca, França, Alemanha, Grécia, Hungria, Itália, Liechtenstein, Luxemburgo, República da Macedônia, Montenegro, Países Baixos, Polônia, Romênia, Sérvia, Eslováquia, Eslovênia, Espanha, Suíça e Ucrânia. Foi introduzida no Reino Unido e na Nova Zelândia.

## Habitat
Pontos de água e suas cercanias, na zona sub-alpina.

## Taxonomia
Habitualmente, o tritão-alpino era classificado no género Triturus. García-París et.al. fraccionou este género em três, e colocou o tritão-alpino num género distinto, o Mesotriton. Porém este fraccionamento não é universalmente aceite.
Actualmente estão reconhecidas 9 subespécies:
- M. a. alpestris (Laurenti, 1768)
- M. a. apuanus (Gray, 1850)
- M. a. cyreni (Mertens e Muller, 1940)
- M. a. lacusnigri (Dely, 1960)
- M. a. montenegrinus (Radovanovic, 1951)
- M. a. piperianus (Radovanovic, 1961)
- M. a. serdarus (Radovanovic, 1961)
- M. a. inexpectatus (Dubois e Breuil, 1983)
- M. a. veluchiensis (Wolterstorff, 1935)